# Anoectochilus baotingensis
Anoectochilus baotingensis är en orkidéart som först beskrevs av Kai Yung Lang, och fick sitt nu gällande namn av Paul Ormerod. Anoectochilus baotingensis ingår i släktet Anoectochilus och familjen orkidéer.
Artens utbredningsområde är Hainan (Kina). Inga underarter finns listade i Catalogue of Life.